# MTV (Canada)
MTV Canada est une chaîne de télévision musicale canadienne spécialisée de catégorie A appartenant à Bell Media et diffuse des émissions de style de vie, de discussion et de documentaires s'adressant aux adolescents sous forme de séries télé, téléréalités et autres.

## Histoire

### MTV au Canada avant 2006
CHUM Limited a lancé la chaîne MuchMusic à l'automne 1984, inspiré par le succès de MTV aux États-Unis. La protection des genres par le CRTC prévenait l'importation du signal de MTV au Canada puisqu'une version canadienne lui ferait concurrence. En conséquence, MTV acceptait de vendre des droits de diffusion canadiens de ses émissions à MuchMusic. Par contre en 1994, CHUM a lancé le service MuchUSA qui entrait directement en compétition avec MTV, ce qui a créé de la tension entre les deux compagnies.
Au mois d'octobre 2001, MTV Networks s'est associé à Craig Media afin de lancer le service numérique MTV Canada. Lorsque CHUM a fait l'acquisition de Craig Media en 2004, MTV a mis fin à son contrat avec Craig. MTV Canada est devenu Razer au mois de juin 2005. Après l'acquisition de CHUM par CTVglobemedia, Razer est devenu MTV2 en août 2008.

### talktv
Baton Broadcasting Incorporation a obtenu sa licence auprès du CRTC en 1996 pour la chaîne spécialisée analogique Talk-TV consacré à des émissions à prépondérance verbale, mais est entrée en ondes que 4 ans plus tard, le 1er septembre 2000. talktv était l'endroit des rediffusions d'émissions de discussions diffusées sur le réseau CTV, ainsi qu'une émission originale quotidienne, The Chatroom, annulée à la mi-juin 2002. La programmation s'est terminée le 20 mars 2006 à 23 h 59, suivi d'un décompte de 18 heures avant le lancement de MTV Canada.

### MTV Canada
MTV Networks et CTV ont annoncé le 28 septembre 2005 le relancement de MTV Canada en utilisant la licence de talktv tout en conservant les restrictions de sa licence « dynamique, interactif, style de vie, discussions et documentaires » et un minimum de 68 % de contenu canadien. CTV avait déjà de bons liens avec MTV Networks en diffusant entre autres les téléréalités The Osbournes, Punk'd et Newlyweds: Nick and Jessica.
MTV Canada est entré en ondes le 21 mars 2006 à 18 h avec la diffusion de MTV Live en direct. Peu après le lancement, certains câblodistributeurs ont ajouté MTV Canada à leurs services. Certaines émissions ne pouvant pas se qualifier pour être diffusées sur MTV étaient diffusées peu après minuit sur CTV. Puisque MTV Canada ne peut pas diffuser de vidéoclips, de courts extraits sont présentés et l'animateur invite les téléspectateurs à visionner le vidéoclip sur leur site web.
CTVglobemedia a fait l'acquisition de CHUM Limited le 22 juin 2007, créant le groupe MuchMTV. Le 1er août 2008, Razer a été relancé sous le nom MTV2 (Canada) et on y retrouvait des vidéoclips et les genres d'émissions que MTV Canada ne peut diffuser en raison de ses restrictions de licence.
Bell Canada a fait l'acquisition de CTVglobemedia le 1er avril 2011 et a renommé la compagnie pour Bell Media.
Le signal en haute définition a été lancé le 4 juin 2013 aux abonnés de Eastlink, puis de Bell Fibe.
En 2023, la chaîne diffuse principalement des rediffusions des émissions originales de MTV, ainsi que du contenu canadien de remplissage. La chaîne mettra fin à ses activités le 31 décembre 2024.

### Identité visuelle (logo)

Logo de 2009 à 2010.
Logo à partir de février 2010 à 2021.
Logo à partir de 2021.

## Annexe